# 李佐 (1913年)

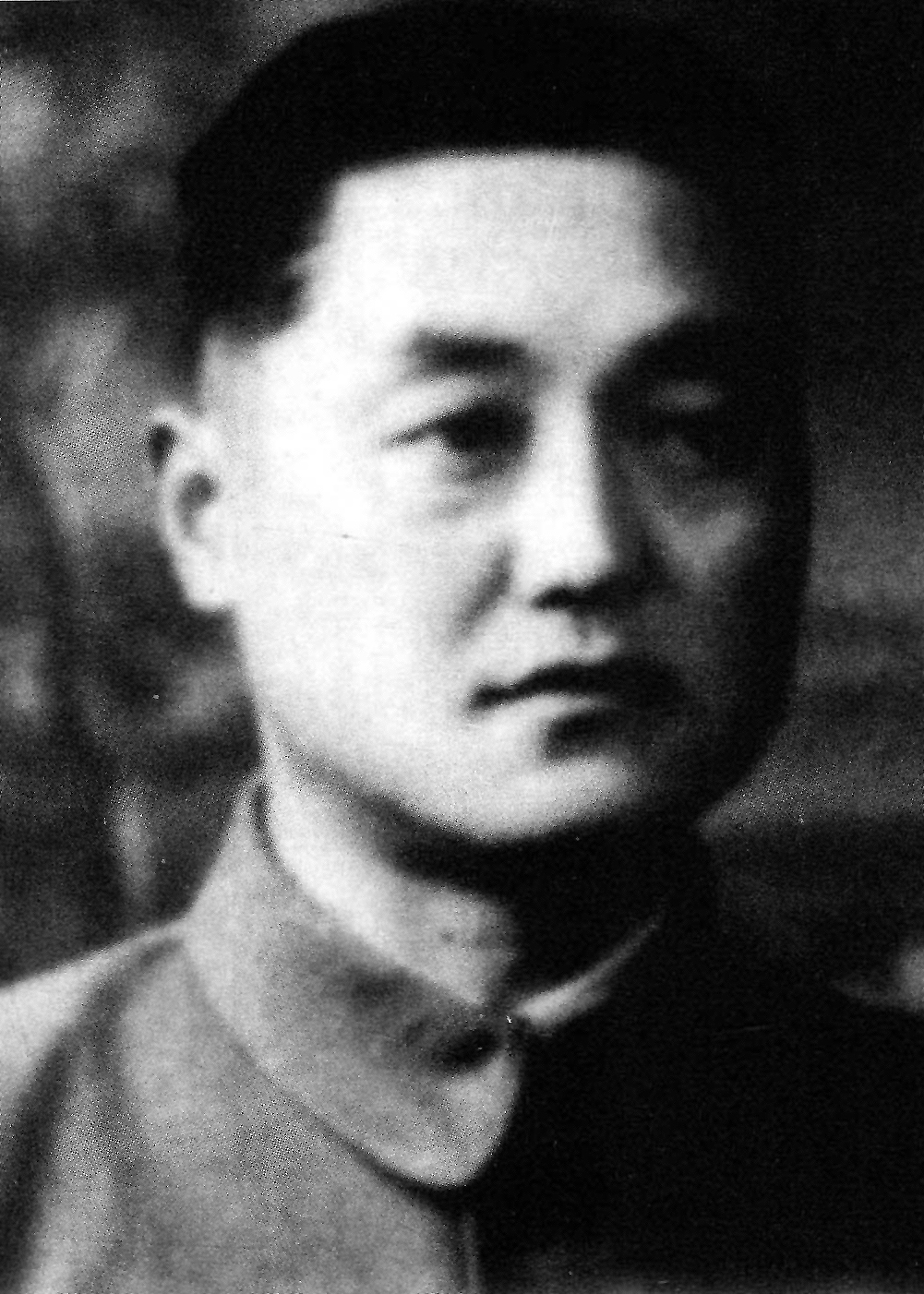
1950年代的李佐

李佐（1913年1月—2009年9月21日），别字翊郯，男，白族，云南大理人，中华人民共和国军事人物。第五、第六、第七届全国政协委员。

## 生平
李佐祖籍洱源，生于大理银桥。1931年5月毕业于云南陆军讲武堂第二十期步兵科。历任国民革命军第三十八军第九旅第十八团步兵连排长、副连长，讨逆军第十路军第三纵队步兵第三团连长，鹤丽独立营连长等职。抗日战争爆发后，随部出滇抗战，历任第六十军连长、营长、团长、副师长等职，参加徐州会战、武汉会战。1948年10月17日率部在长春起义，改编后任第五十军第一五〇师师长。1950年6月参加抗美援朝战争，任中国人民志愿军第五十军司令部副参谋长。1953年回国后，任第五十军坦克副军长兼坦克处处长，第五十军副军长等职。1955年9月授中国人民解放军大校军衔。1956年3月加入中国共产党。1962年毕业于南京高等军事学院战役系。后历任成都军区后勤部副部长，四川省军区司令部副参谋长，四川省人民政府兵役局副局长。1981年11月离休，享受副兵团职待遇。2009年9月21日在成都军区总医院逝世。